# Никитин, Сергей Александрович (культуролог)
Серге́й Алекса́ндрович Ники́тин (род. 12 сентября 1979, Москва) — российский историк, культуролог, действительный член Русского географического общества, основатель проектов «Москультпрог» и «Московская архитектурная велоночь».
Окончил исторический факультет МГУ им. Ломоносова. Доцент кафедры проектов национального исследовательского университета «Высшая школа экономики».

## Научная деятельность
Участник более 40 международных конференций, автор работ по итальянистике, переименованиям улиц и городов, проблемам городской культуры и ориентации в России и странах зарубежья. В центре научных интересов — история архитектуры, городская история и топонимика, разработал понятие концепт топонима и теорию топогенеза, объясняющую и моделирующую динамику топонимии, ориентацию и навигацию в городах. В 2009 году вышла книга «Прогулки по Риму. Историко-культурологические и топонимические сюжеты».

### Проекты «Москультпрог» и «Велоночь»
В 1997 году основал Москультпрог — «Московские культурологические прогулки», флагманский проект в области истории искусства и урбанистики, с которым сотрудничают ведущие ученые, культурологи и архитекторы, среди которых: В. Л. Янин, А. А. Зализняк, Д. А. Пригов, Н. О. Душкина, А.П.Нилин, Ж.-Л.Коэн, Питер Айзенман, Ричард Роджерс, С. О. Кузнецов, С. А. Чобан, Л. И. Бородкин, А. М. Муратов, Алессандро де Магистрис, М. С. Штиглиц, Б. М. Кириков, М. Л. Макогонова, М. Д. Хазанов. В рамках Москультпрога проведено более 150 художественных, выставочных, просветительских и музыкальных акций в Москве, Петербурге, Твери, Киеве, Венеции, Терни, Красноярске и других городах. Целью проектов является валоризация ансамблей и ландшафтов, причем как центральных, так и периферийных. В 2004 году совместно с Третьяковской галереей была проведена акция «Москва на Букашке», в ходе которой все троллейбусы московского маршрута «Б» (Садовое кольцо) стали на один день экскурсионными.
В рамках исследовательского-просветительского проекта «Возвращенные адреса Москультпрога» были установлены артистические мемориальные доски на вновь выявленных адресах жизни и творчества ведущих деятелей науки и искусства: поэта Александра Введенского в Санкт-Петербурге, физика Бруно Понтекорво, Леонида Утесова и Константина Мельникова.
С 2005 года разрабатывается международный культурологический проект «Velonotte International» (Велоночь), в рамках которого были проведены ежегодные московские Велоночи, две в Риме, две в Санкт-Петербурге, две в Лондоне, и по одной в Нью-Йорке, Казани и Стамбуле. Велоночь — это массовое мероприятие в мегаполисе, разновидность «ночной велосипедной прогулки (около 25—30 км, с полуночи до рассвета, тысячи участников) с комментариями историко-культурного, архитектурного, экологического содержания и с музыкальным сопровождением и прямой трансляцией по радио.
Этот новый формат общения с молодым поколением сочетает в себе элементы лекции, спортивной прогулки и художественной акции с мультимедийной поддержкой».
Содержание и маршрут каждой Велоночи строится по тематическому принципу, например, «Казанская звездная велоночь» была посвящена юбилею Казанского университета и людям, сделавшим этот ВУЗ знаменитым; «Московская пушкинская велоночь» (2014) посвящалась 200-летию первой публикации А. С. Пушкина.

### Музыкальные проекты
Среди музыкальных проектов — «Русско-итальянский оркестр», серия концептуальных вечеринок «Сладкое подполье» (с 2006 года; известны также как Первый русский дисколекторий). Один из авторов музыкальной концепции первого фестиваля «Усадьба-джаз» в усадьбе Архангельское под Москвой (2004).

## Основные работы
- Концепция советского топонима (по архивным материалам первых лет советской власти — 1918—1926 гг.) // Toponimia i oronimia. Krakow: Wydawnictwo naukowe DWN, 2001. С. 363—372.
- Формирование концепции советского топонима. Тамбовский источник // Филология и культура: В 3 ч. Часть 2. Тамбов: Изд-во ТГУ им. Г. Р. Державина, 2001. С. 38-41.
- Concetto toponomastico: In Italia e in Russia nel periodo contemporaneo // Studi italiani di linguistica teorica ed applicata. 2002, vol. 31, № 2, pp. 259—270.
- Революция и география // Отечественные записки, 2003, № 2.
- Le Case dei pionieri di Mosca e Kalinin (insieme con Sergej Khačaturov) // Ivan Leonidov 1902—1960. A cura di Alessandro De Magistris. Milano: Electa, 2009.
- Прогулки по Риму. Историко-архивные и топонимические исследования. М.: Вокруг Света, 2009.

## Награды
- Почётная грамота Президента Российской Федерации (13 февраля 2025 года) — за заслуги в подготовке высококвалифицированных специалистов, научно-педагогической деятельности и многолетнюю добросовестную работу[9].